# Freienbach (ort)
Freienbach är en ort vid Zürichsjön i kommunen Freienbach i kantonen Schwyz, Schweiz. Det är, trots namnet, inte huvudorten i kommunen, utan det är Pfäffikon.